# ダリオ・ヴォルトリーニ
ダリオ・ヴォルトリーニ（Dario Voltolini, 1959年 ｰ ）は、イタリアのトリノ生まれの作家。

## 人物・作品
多数の短篇、長篇小説のほかに、ラジオドラマ、歌謡曲の作詞、オペラ脚本も手掛ける。アレッサンドロ・バリッコらと共に、ライティング・スクール《スクオーラ・ホールデン》を創立、講師を務めていた。代表作として、短篇集『地下鉄での洞察』（1990年）、長篇小説『春めいて』（2001年）、韻文小説『パシフィック・パリセード』（2017年）などが挙げられる。いずれの作品からも、人と風景、街と個人、身体と記憶といったものの関係性を探り続ける作家の並外れた観察力や創作力、奥深い思考がうかがえる。
短編「エリザベス」は、アンソロジー「どこか、安心できる場所で　新しいイタリアの文学」（国書刊行会, 2019年10月刊）　に所収されている。